# Ban Quốc tế Trung ương Đảng Cộng sản Liên Xô
Ban Quốc tế Trung ương Đảng Cộng sản Liên Xô (tiếng Nga: Международный отдел ЦК КПСС), là cơ quan trực thuộc Ban Chấp hành Trung ương Đảng Cộng sản Liên Xô phụ trách phát triển và thực hiện chính sách Quốc tế của Đảng Cộng sản Liên Xô và Liên Xô. Cơ quan thành lập ngày 13/6/1943 để thay thế cho Ban Chấp hành Quốc tế Cộng sản. Trưởng ban là người đứng đầu của Ban và thường là Bí thư Trung ương Đảng Cộng sản Liên Xô.

## Lịch sử
Trong giai đoạn sau Cách mạng tháng Mười và trước Thế chiến thứ II, Ban Chấp hành Quốc tế Cộng sản (Comintern) phụ trách mối quan hệ Đảng Cộng sản Liên Xô với các Đảng Cộng sản khác, cũng như hoạt động "biện pháp tích cực", ngoài ra phụ trách Quốc tế Cộng sản.
Ban Quốc tế là cơ quan kế thừa Ban Chấp hành Quốc tế Cộng sản sau khi bị giải thể năm 1943. Ban Quốc tế đã hỗ trợ, phát triển, bao gồm cả về tài chính, hình thành và mở rộng của các đảng cộng sản ở các khu vực khác nhau trên thế giới.
Cho đến năm 1957, Bộ Quốc tế chịu trách nhiệm về quan hệ với hai kênh đảng cộng sản cầm quyền và không cầm quyền, nhưng sau cuộc khủng hoảng năm 1956 (cuộc nổi dậy ở Hungary năm 1956), trách nhiệm về quan hệ với các đảng cộng sản cầm quyền đã được chuyển sang Ban Quan hệ với các Đảng Cộng sản và Công nhân của các nước Xã hội Chủ nghĩa Trung ương Đảng mới được thành lập. Đứng đầu là cựu đại sứ Liên Xô ở Hungary trong cuộc nổi dậy Yuri Andropov.

## Chức năng
Ban quốc tế giám sát và điều phối tất cả các khía cạnh chính sách đối ngoại trong các hoạt động của Bộ Ngoại giao, Ủy ban an ninh Nhà nước và một số cục của Bộ Quốc phòng, là cơ quan trung tâm đầu não - Viện nghiên cứu Hoa Kỳ và Canada, Viện Kinh tế Thế giới và quan hệ quốc tế, hỗ trợ Ban Tuyên truyền cổ động Trung ương Đảng Cộng sản Liên Xô và báo chí Liên Xô phụ trách tuyên truyền khác nhau, lãnh đạo hoạt động của tạp chí " Vấn đề hòa bình và chủ nghĩa xã hội".
Trên thực tế đây là cơ quan quốc tế độc lập đặc biệt của Liên Xô, tách biệt với các cơ quan KGB và GRU (Гла́вное разве́дывательное управле́ние Tổng cục Tính báo quan trọng).
Ban Quốc tế chịu trách nhiệm liên lạc với các Đảng cánh tả (Đảng Cộng sản, Xã hội chủ nghĩa) ở các quốc gia, các tổ chức quốc tế cộng sản và cánh tả, có mối quan hệ với Liên Xô, các phong trào kháng chiến, các hội hữu nghi,... Tới năm 1986, vai trò của Ban đã được giảm bớt với nhiệm vụ chính là duy trì mối quan hệ minh bạch và ngầm với các đảng Cộng sản và các đảng phái và phong trào khác ở nước ngoài.
Việc phân phối hỗ trợ vật chất được thực hiện thông qua mạng lưới này, cũng như sự tuyên truyền và lãnh đạo tư tưởng trong các vấn đề quốc tế.
Ban quốc tế đã đóng một vai trò quan trọng trong việc lập kế hoạch, điều phối và chỉ đạo các "biện pháp tích cực" khác nhau, đó là các chương trình đánh lạc hướng và nhằm làm mất uy tín của Hoa Kỳ ở các nước khác, đồng thời làm suy yếu các mục tiêu chính sách đối ngoại của Mỹ.
Năm 1986, có khoảng 300 người trong đội ngũ nhân viên của Ban Quốc tế, những người thuộc các văn phòng khu vực và chức năng khác nhau. Ngoài ra, các nhân viên và giảng viên trong đội ngũ nhân viên của các tổ chức khác (ví dụ, Học viện Khoa học Liên Xô) đã tham gia vào công việc trong Ban.

### Hợp tác quốc tế
Sau khi Quốc tế Cộng sản bị bãi bỏ, Ban Quốc tế kế thừa nhiệm vụ
Cơ cấu bao gồm 15 Đảng cầm quyền
| Quốc gia                                   | Đảng cầm quyền                       |
| ------------------------------------------ | ------------------------------------ |
| Cộng hòa Xã hội chủ nghĩa Xô Viết          | Đảng Cộng sản Liên Xô                |
| Cộng hòa Liên bang Xã hội chủ nghĩa Nam Tư | Liên minh Cộng sản Nam Tư            |
| Cộng hòa Xã hội Chủ nghĩa Romania          | Đảng Cộng sản Romania                |
| Cộng hòa Nhân dân Bulgaria                 | Đảng Cộng sản Bulgaria               |
| Cộng hòa Nhân dân Ba Lan                   | Đảng Công nhân Ba Lan                |
| Cộng hòa Dân chủ Đức                       | Đảng Thống nhất Xã hội chủ nghĩa Đức |
| Cộng hòa Xã hội Chủ nghĩa Tiệp Khắc        | Đảng Cộng sản Tiệp Khắc              |
| Cộng hòa Nhân dân Hungary                  | Đảng Công nhân Xã hội Hungary        |
| Cộng hòa Nhân dân Xã hội chủ nghĩa Albania | Đảng Lao động Albania                |
| Cộng hòa Dân chủ Afghanistan               | Đảng Dân chủ Nhân dân Afghanistan    |
| Cộng hòa Nhân dân Mông Cổ                  | Đảng Nhân dân Cách mạng Mông Cổ      |
| Cộng hòa Nhân dân Trung Hoa                | Đảng Cộng sản Trung Quốc             |
| Cộng hòa Xã hội Chủ nghĩa Việt Nam         | Đảng Cộng sản Việt Nam               |
| Cộng hòa Cuba                              | Đảng Cộng sản Cuba                   |
| Cộng hòa Dân chủ Nhân dân Triều Tiên       | Đảng Lao động Triều Tiên             |

Không phải Đảng cầm quyền
| Quốc gia   | Đảng                     |
| ---------- | ------------------------ |
| Hoa Kỳ     | Đảng Cộng sản Mỹ         |
| Canada     | Đảng Cộng sản Canada     |
| Pháp       | Đảng Cộng sản Pháp       |
| Pháp       | Đảng Cộng sản Ý          |
| Liban      | Đảng Cộng sản Lebanon    |
| Nhật Bản   | Đảng Cộng sản Nhật Bản   |
| Ấn Độ      | Đảng Cộng sản Ấn Độ      |
| Bangladesh | Đảng Cộng sản Bangladesh |
| Pakistan   | Đảng Cộng sản Pakistan   |
| Iraq       | Đảng Cộng sản Iraq       |

## Tên gọi
- Ban Chính trị Quốc tế Trung ương Đảng Cộng sản toàn Liên bang (13/6/1943-29/12/1945)
- Ban Chính sách Đối ngoại Trung ương Đảng Cộng sản toàn Liên bang (29/12/1945-10/7/1948)
- Ban Đối ngoại Trung ương Đảng Cộng sản toàn Liên bang (10/7/1948-12/3/1949)
- Ủy ban Chính sách Đối ngoại Trung ương Đảng Cộng sản toàn Liên bang (12/3/1949-13/10/1952)
- Ủy ban Chính sách Đối ngoại Trung ương Đảng Cộng sản Liên Xô (13-27/10/1952)
- Ủy ban Đối ngoại Đảng Cộng sản Trung ương Đảng Cộng sản Liên Xô (27/10/1952-19/3/1953)
- Ban Đối ngoại Đảng Cộng sản Trung ương Đảng Cộng sản Liên Xô (19/3/1953-21/2/1957)
- Ban Quốc tế Trung ương Đảng về đối ngoại với Đảng Cộng sản tại các nước tư bản (21/2/1957-1/10/1988)
- Ban Quốc tế Trung ương Đảng Cộng sản Liên Xô (1/10/1988-29/8/1991)

## Trưởng ban
| STT | Họ và tên                    | Nhiệm kỳ       | Lãnh đạo Ban                                                                              | Chức vụ Đảng Cộng sản Liên Xô                                                                | Ghi chú |
| --- | ---------------------------- | -------------- | ----------------------------------------------------------------------------------------- | -------------------------------------------------------------------------------------------- | --- |
| 1   | Georgi Dimitrov (1882-1949)  | 6/1943-12/1945 | Trưởng ban Ban Chính trị Quốc tế Trung ương Đảng Cộng sản toàn Liên bang                  |                                                                                              | |
| 2   | Mikhail Suslov (1902-1982)   | 12/1945-7/1948 | Trưởng ban Ban Chính sách Đối ngoại Trung ương Đảng Cộng sản toàn Liên bang               | Bí thư Trung ương Đảng Cộng sản Liên Xô Ủy viên Cục Tổ chức Trung ương Đảng Cộng sản Liên Xô | Bí thư Trung ương Đảng từ 5/1947                                                                                   |
| 2   | Mikhail Suslov (1902-1982)   | 7/1948-3/1949  | Trưởng ban Ban Đối ngoại Trung ương Đảng Cộng sản toàn Liên bang                          | Bí thư Trung ương Đảng Cộng sản Liên Xô Ủy viên Cục Tổ chức Trung ương Đảng Cộng sản Liên Xô | |
| 3   | Vagan Grigoryan (1901-1983)  | 3/1949-10/1952 | Chủ nhiệm Ủy ban Chính sách Đối ngoại Trung ương Đảng Cộng sản toàn Liên bang             |                                                                                              | |
| 3   | Vagan Grigoryan (1901-1983)  | 10/1952        | Chủ nhiệm Ủy ban Chính sách Đối ngoại Trung ương Đảng Cộng sản Liên Xô                    | Ủy viên dự khuyết Trung ương Đảng Cộng sản Liên Xô                                           | |
| 3   | Vagan Grigoryan (1901-1983)  | 10/1952-3/1953 | Chủ nhiệm Ủy ban Đối ngoại Đảng Cộng sản Trung ương Đảng Cộng sản Liên Xô                 | Ủy viên dự khuyết Trung ương Đảng Cộng sản Liên Xô                                           | |
| 3   | Vagan Grigoryan (1901-1983)  | 3/1953-4/1953  | Trưởng ban Ban Đối ngoại Đảng Cộng sản Trung ương Đảng Cộng sản Liên Xô                   | Ủy viên dự khuyết Trung ương Đảng Cộng sản Liên Xô                                           | |
| 2   | Mikhail Suslov (1902-1982)   | 4/1953-5/1954  | Trưởng ban Ban Đối ngoại Đảng Cộng sản Trung ương Đảng Cộng sản Liên Xô                   | Bí thư Trung ương Đảng Cộng sản Liên Xô                                                      | |
| 4   | Vasily Stepanov (1905-1981)  | 5/1954-9/1955  | Trưởng ban Ban Đối ngoại Đảng Cộng sản Trung ương Đảng Cộng sản Liên Xô                   |                                                                                              | |
| 5   | Boris Ponomarev (1905-1995)  | 9/1955-2/1957  | Trưởng ban Ban Đối ngoại Đảng Cộng sản Trung ương Đảng Cộng sản Liên Xô                   | Ủy viên dự khuyết Trung ương Đảng Cộng sản Liên Xô                                           | Ủy viên Trung ương Đảng Cộng sản Liên Xô từ tháng 2/1956                                                           |
| 5   | Boris Ponomarev (1905-1995)  | 2/1957-2/1986  | Trưởng ban Ban Quốc tế Trung ương Đảng về đối ngoại với Đảng Cộng sản tại các nước tư bản | Ủy viên dự khuyết Bộ Chính trị Đảng Cộng sản Liên Xô Bí thư Trung ương Đảng Cộng sản Liên Xô | Bí thư Trung ương Đảng Cộng sản Liên Xô từ 10/1961, Ủy viên dự khuyết Bộ Chính trị Đảng Cộng sản Liên Xô từ 5/1972 |
| 6   | Anatoly Dobrynin (1919-2010) | 2/1986-9/1988  | Trưởng ban Ban Quốc tế Trung ương Đảng về đối ngoại với Đảng Cộng sản tại các nước tư bản | Bí thư Trung ương Đảng Cộng sản Liên Xô                                                      | |
| 7   | Valentin Falin (1926-2018)   | 9/1988-8/1991  | Trưởng ban Ban Quốc tế Trung ương Đảng Cộng sản Liên Xô                                   | Bí thư Trung ương Đảng Cộng sản Liên Xô                                                      | |